# ميوار
ميوار أو ميواد هي منطقة في الجزء الجنوبي الأوسط من ولاية راجستان في الهند. تضم اليوم كل من منطقة بهيلوارا، شيتورغاره، براتابجاره، راجسماند، أودايبور، راجاستان، نيموش وماندسور وبعض أجزاء من ولاية غوجارات.
كانت المنطقة ولقرون تحت حكم الراجبوت. ظهرت ولاية أودايبور الأميرية كوحدة إدارية خلال فترة حكم شركة الهند الشرقية البريطانية في الهند وظلت حتى نهاية عصر الراج البريطاني .
تقع منطقة ميوار بين سلسلة جبال أرافالي التي تحدها من الشمال الغربي، بينما تحدها مدينة أجمر من الشمال، وولاية غوجارات ومنطقة فاجاد التابعة لولاية راجستان من الجنوب.

## أنظر أيضا
- دونجاربور